# Agroelymus hultenii
Agroelymus hultenii är en gräsart som beskrevs av Aleksandre Melderis. Agroelymus hultenii ingår i släktet Agroelymus och familjen gräs. Inga underarter finns listade i Catalogue of Life.